# Tan Eng Yoon
Tan Eng Yoon (* 8. Januar 1928 in Singapur; † 30. Januar 2010 ebenda) war ein singapurischer Dreispringer, Sprinter, Hürdenläufer und Hochspringer.
Bei den Olympischen Spielen 1956 in Melbourne schied er im Dreisprung und über 100 m in der ersten Runde aus.
1958 wurde er bei den British Empire and Commonwealth Games in Cardiff Achter im Dreisprung und erreichte über 100 Yards das Viertelfinale.
Bei den Südostasienspielen 1959 in Bangkok siegte er über 400 m Hürden, im Hoch- und im Dreisprung. 1961 in Rangun verteidigte er seinen Titel im Dreisprung. 
1955 stellte er mit 15,12 m einen nationalen Rekord im Dreisprung auf, der 32 Jahre Bestand hatte.
Von 1958 bis 1970 war er Trainer der singapurischen Leichtathletik-Nationalmannschaft. Er starb bei einem Verkehrsunfall.